# Tassillé
Tassillé é uma comuna francesa na região administrativa do País do Loire, no departamento de Sarthe. Estende-se por uma área de 6.6 km². Em 2010 a comuna tinha 131 habitantes (densidade: 19,8 hab./km²).